# Sphecodes binghami
Sphecodes binghami (лат.) — вид одиночных пчёл из рода Sphecodes (триба Halictini, семейство Halictidae).

## Распространение
Гималаи, Индия, Мьянма, Непал.

## Описание
Длина тела самок 8-9 мм (самцы неизвестны). Отличаются грубо пункированным мезоскутумом; костальный край заднего крыла с 8-9 гамулями. Переднее крыло с 3 кубитальными ячейками. Пигидиальная пластинка такой же ширины как метабазитарзус. Общая окраска головы и груди чёрная. Слабоопушенные насекомые, тело почти голое. Самки: лабрум с широким апикальным выступом без продольного валика; метабазитибиальная пластинка отсутствует; задние голени без корзиночки. Клептопаразиты других видов пчёл.